# Abaldufada Rimada
Abaldufada Rimada es un cultivar de higuera de tipo higo común Ficus carica, unífera de higos variegados de epidermis con color de fondo amarillo con sobre color rayas verdes longitudinales, que se suavizan hasta casi desaparecer cuando están muy maduros. Se cultiva en la colección de higueras de Montserrat Pons i Boscana en Llucmajor, Islas Baleares.

## Sinonimia
- „Bordissot Blanca Rimada“ en Islas Baleares.[4][5][6]
- „Blanca Rimada“ en Islas Baleares
- „Bordissot Rimada“ en Islas Baleares
- „Bordissot Panachée“ en Francia

## Historia
Actualmente la cultiva en su colección de higueras baleares Montserrat Pons i Boscana, rescatada de dos ejemplares que quedaban vivos y olvidados en sendas fincas de cultivo de cereal "Son Quartera" en la localidad de Llucmajor, y en "Ses Cosmes" ambas en Mallorca.
Esterlich cita y describe esta variedad de higuera en 1908.
El nombre de 'Bordissot Blanca Rimada' parece ser debido a su semejanza con la 'Bordissot Blanca'y a las líneas longitudinales verdes tan llamativas.

## Características
La higuera 'Abaldufada Rimada' es una variedad unífera de tipo higo común. Árbol de mediano desarrollo, follaje esparcido con ramas colgando, la parte central de la copa clareando, las hojas se concentran en los extremos de las ramas. Sus hojas con 3 lóbulos (75%) y con 5 lóbulos (25%), tienen presentes dientes, con los márgenes serrados poco marcados. 'Abaldufada Rimada' es de producción muy elevada de higos. La yema apical de color amarillo fuerte.
Los higos 'Abaldufada Rimada' son higos urceolados, que no presentan frutos aparejados, de unos 28 gramos en promedio, de epidermis gruesa de color de fondo amarillo con sobre color rayas verdes longitudinales, que se suavizan hasta casi desaparecer cuando están muy maduros. Ostiolo de 1 a 5 mm con escamas medianas rosadas. Pedúnculo de 3 a 4 mm cilíndrico verde amarillento. Grietas longitudinales gruesas pero escasas. Costillas muy poco marcadas. Con un ºBrix (grado de azúcar) de 26, sabor dulce jugoso, con firmeza media, con color de la pulpa rojo intenso. Con cavidad interna grande. Son de un inicio de maduración sobre el 22 de agosto hasta el 25 de septiembre y de producción alta. No son resistentes a la lluvia.
Tiene una buena facilidad de pelado, tradicionalmente se ha usado para la alimentación del ganado. Da un buen higo seco.

## Uso
'Abaldufada Rimada', es una variedad de higo blanco, reconocida por su piel delgada medio áspera que no tienen gota de miel en el ostiolo. Son muy susceptibles a la apertura del ostiolo y al agriado siendo de baja resistencia al transporte. Se usan para higo seco y en la alimentación del ganado ovino y porcino. Se está tratando de recuperar de ejemplares cultivados en la colección de higueras baleares de Montserrat Pons i Boscana en Llucmajor.